# Mervent
Mervent és un municipi francès situat al departament de Vendée i a la regió de País del Loira. L'any 2007 tenia 1.079 habitants.

## Demografia

### Població
El 2007 la població de fet de Mervent era de 1.079 persones. Hi havia 464 famílies de les quals 132 eren unipersonals (84 homes vivint sols i 48 dones vivint soles), 176 parelles sense fills, 136 parelles amb fills i 20 famílies monoparentals amb fills.
La població ha evolucionat segons el següent gràfic:
Habitants censats

### Habitatges
El 2007 hi havia 646 habitatges, 472 eren l'habitatge principal de la família, 110 eren segones residències i 64 estaven desocupats. 617 eren cases i 24 eren apartaments. Dels 472 habitatges principals, 352 estaven ocupats pels seus propietaris, 110 estaven llogats i ocupats pels llogaters i 10 estaven cedits a títol gratuït; 7 tenien una cambra, 28 en tenien dues, 92 en tenien tres, 133 en tenien quatre i 211 en tenien cinc o més. 411 habitatges disposaven pel capbaix d'una plaça de pàrquing. A 236 habitatges hi havia un automòbil i a 201 n'hi havia dos o més.

### Piràmide de població
La piràmide de població per edats i sexe el 2009 era:
| Homes | Edats   | Dones |
| ----- | ------- | ----- |
| 0     | 95 o +  | 0     |
| 4     | 90 a 94 | 0     |
| 0     | 85 a 89 | 8     |
| 12    | 80 a 84 | 8     |
| 32    | 75 a 79 | 36    |
| 28    | 70 a 74 | 24    |
| 24    | 65 a 69 | 28    |
| 32    | 60 a 64 | 32    |
| 20    | 55 a 59 | 20    |
| 44    | 50 a 54 | 40    |
| 24    | 45 a 49 | 24    |
| 52    | 40 a 44 | 44    |
| 28    | 35 a 39 | 32    |
| 40    | 30 a 34 | 24    |
| 36    | 25 a 29 | 36    |
| 24    | 20 a 24 | 16    |
| 52    | 15 a 19 | 44    |
| 24    | 10 a 14 | 24    |
| 40    | 5 a 9   | 24    |
| 28    | 0 a 4   | 28    |

## Economia
El 2007 la població en edat de treballar era de 657 persones, 478 eren actives i 179 eren inactives. De les 478 persones actives 432 estaven ocupades (233 homes i 199 dones) i 45 estaven aturades (23 homes i 22 dones). De les 179 persones inactives 75 estaven jubilades, 37 estaven estudiant i 67 estaven classificades com a «altres inactius».

### Ingressos
El 2009 a Mervent hi havia 459 unitats fiscals que integraven 1.083 persones, la mediana anual d'ingressos fiscals per persona era de 15.252 €.

### Activitats econòmiques
Dels 52 establiments que hi havia el 2007, 2 eren d'empreses extractives, 2 d'empreses alimentàries, 4 d'empreses de fabricació d'altres productes industrials, 9 d'empreses de construcció, 5 d'empreses de comerç i reparació d'automòbils, 3 d'empreses de transport, 9 d'empreses d'hostatgeria i restauració, 2 d'empreses financeres, 5 d'empreses immobiliàries, 6 d'empreses de serveis, 2 d'entitats de l'administració pública i 3 d'empreses classificades com a «altres activitats de serveis».
Dels 15 establiments de servei als particulars que hi havia el 2009, 2 eren tallers de reparació d'automòbils i de material agrícola, 2 guixaires pintors, 3 fusteries, 2 lampisteries, 1 perruqueria i 5 restaurants.
Dels 2 establiments comercials que hi havia el 2009, 1 era una botiga de menys de 120 m² i 1 una carnisseria.
L'any 2000 a Mervent hi havia 23 explotacions agrícoles que ocupaven un total de 840 hectàrees.

## Equipaments sanitaris i escolars
El 2009 hi havia una escola elemental.

## Poblacions més properes
El següent diagrama mostra les poblacions més properes.